# Phalaenoides butleri
Phalaenoides butleri är en fjärilsart som beskrevs av Swinhoe. Phalaenoides butleri ingår i släktet Phalaenoides och familjen nattflyn. Inga underarter finns listade i Catalogue of Life.